# Tiszarád
Tiszarád is een plaats (község) en gemeente in het Hongaarse comitaat Szabolcs-Szatmár-Bereg. Tiszarád telt 542 inwoners (2001).